# Rancid
För filmen, se Rancid (film).
Rancid är ett amerikanskt punkband som bildades 1991 i Berkeley, Kalifornien av två tidigare medlemmar i Operation Ivy, Matt Freeman och Tim Armstrong. Musikstilen blandar punk och hardcore med ska, reggae, rocksteady samt små element av rub-a-dub och funk. För den breda massan är Rancid mest kända för "Ruby Soho" och "Time Bomb", båda låtarna från deras tredje album ...And Out Come the Wolves från 1995.

## Historia

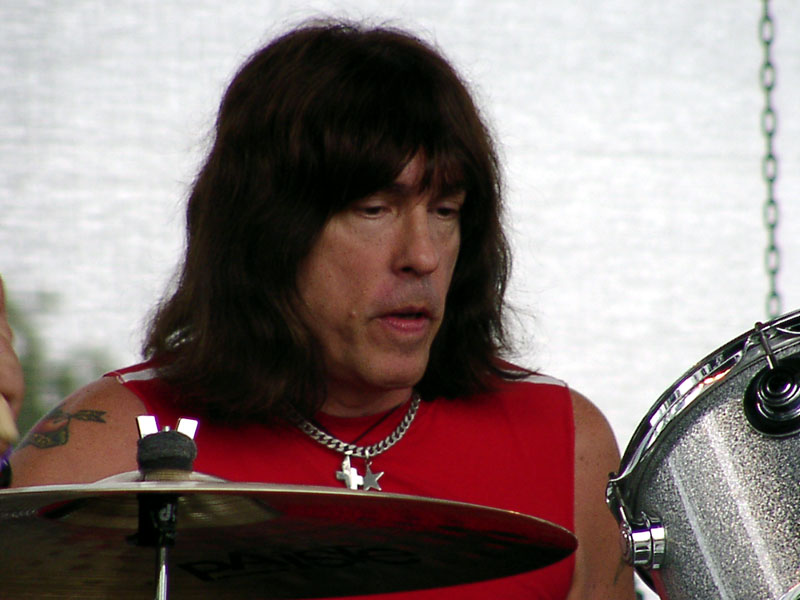
Marky Ramone

Rancid albumdebuterade 1993 med det självbetitlade albumet Rancid. Det andra albumet Let's Go gavs ut 1994. Gruppen turnerade med The Offspring under året vilket ledde till att albumet nådde plats 97 på Billboard 200. 1995 gavs gruppens mest framgångsrika album ut: ...And Out Come the Wolves.
Efter att ha givit ut tre album på lika många år dröjde det tre år innan nästa album kom. Denna gång hade bandet bytt ut studion i Kalifornien mot studion på Jamaica. Punk-, hardcore- och rock'n'roll-inslagen var inte längre lika dominanta. I stället präglades albumet av ska- och reggaeinfluenser, bland annat medverkade reggaelegendaren Buju Banton på en av låtarna. Andra medverkande på albumet var Marky Ramone (från Ramones), och Roger Mirret (från Agnostic Front och Roger Miret & the Disasters). Albumet blev inte någon stor framgång. Rancid blev av sina fans beskyllda för att vara sell outs, eftersom musiken var väldigt radiovänlig.
Det fjärde albumet gavs ut 2000, och hette, liksom debutalbumet, Rancid. Musiken är hård, snabb och brutal – de 22 låtarna tar bara drygt 38 minuter tillsammans.

## Medlemmar
- Tim Armstrong – sång och gitarr

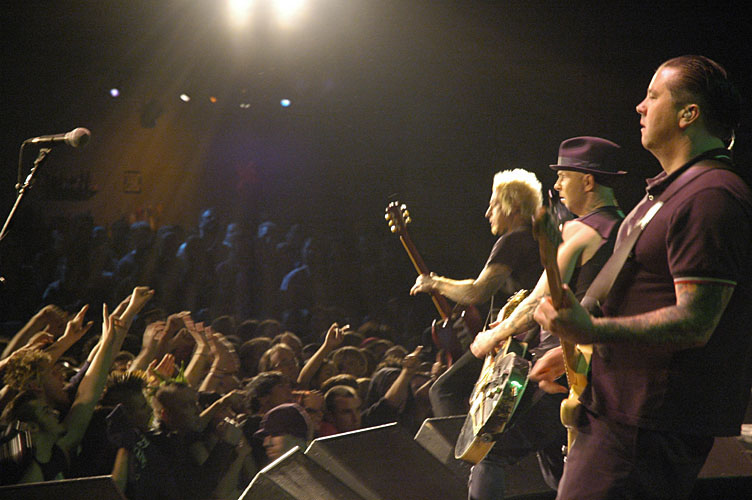
Rancid live 2006

- Lars Frederiksen – sång och gitarr
- Matt Freeman – bas, bakgrundssång
- Branden Steineckert – trummor

### Tidigare medlemmar
- Brett Reed – trummor

## Diskografi
- 1993 – Rancid
- 1994 – Let's Go
- 1995 – ...And Out Come the Wolves
- 1998 – Life Won't Wait
- 1998 – Hooligans EP
- 2000 – Rancid
- 2002 – BYO Split Series, Vol. III (med NOFX)
- 2003 – Indestructible
- 2003 – Live in Nottingham
- 2009 – Let the Dominoes Fall
- 2014 – ...Honor Is All We Know